# Wierzbno (jezioro)
Wierzbno (niem. Wierzebaumer See) – jezioro na Pojezierzu Poznańskim, w powiecie międzyrzeckim, w gminie Przytoczna.

## Charakterystyka
Jezioro położone wśród lasów sosnowych, w odległości 1,5 km na południe od miejscowości Strychy oraz 1,5 km na północ od miejscowości Wierzbno. Jest to jezioro bezodpływowe, o zaawansowanym stopniu eutrofizacji, w szczególności procesowi temu poddana jest zatoka zlokalizowana na wschodnim krańcu jeziora.